# 芦屋市民センター
芦屋市民センター（あしやしみんセンター）は、兵庫県芦屋市にある複合施設。芦屋市民会館、芦屋市立公民館、芦屋市立老人福祉会館で構成され、日本で最初の本格的アダプタブルシアターとされる芦屋市民会館大ホールはルナ・ホール（命名権名義ではルネサンス クラシックス芦屋ルナ・ホール）の愛称がある。
2008年には、DOCOMOMO JAPAN選定 日本におけるモダン・ムーブメントの建築に選ばれた。

## 施設
芦屋市民会館 - 1964年竣工、坂倉建築研究所大阪事務所(西澤文隆・山崎泰孝)設計
- 大ホール - 定員700人、座席数662。愛称は ルナ・ホール。音楽・演劇イベントを主用途とする多目的ホール
- 小ホール - 定員150人
- 大楽屋 - 定員30人
- 中楽屋 - 定員20人
- 下手楽屋 - 定員15人
- 小楽屋 - 定員10人
- 上手楽屋 - 定員15人
- 101室 - 定員25人
- 102室 - 定員20人
- 201室 - 定員25人
- 202室 - 定員25人
- 203室 - 最大収容60人、定員40人
- 204室 - 定員20人
- 205室 - 定員20人
- 206室 - 定員15人
- 207室 - 定員10人
- 208室 - 定員8人
- 301室 - 定員60人
- 302室 - 定員20人
- 303A室 - 定員20人
- 303B室 - 定員15人
- 304室 - 定員15人
- 401室 - 最大収容200人、定員100人
- 403室 - 定員25人
- 多目的ホール- 面積196m2

芦屋市立公民館
- 113室 - 定員20人
- 114室 - 定員30人
- 115室 - 定員10人
- 116多目的室 -最大収容75人、定員35人
- 211室 - 定員20人
- 212室 - 定員15人
- 213幼児室 - 定員25人
- 214料理室 - 定員30人
- 215美術室 - 定員30人
- 216工芸室 - 定員15人
- 217室 - 定員30人
- 218講義室 - 定員60人
- 219音楽室 - 最大収容140人、定員60人
- 219音楽室控室 -定員8人
- 220和室 - 定員16人
- 展示場 - 面積91m2

芦屋市立老人福祉会館
- 111大広間 - 定員140人
- 112和室 - 定員20人
- 舞台

## 所在地
- 〒659-0068 兵庫県芦屋市業平町8-24

## 交通アクセス
- JR神戸線芦屋駅または阪神本線 芦屋駅 徒歩5分